# Oryza rufipogon
Espèce
Statut de conservation UICN

LC : Préoccupation mineure
Oryza rufipogon, le riz rouge sauvage, est une espèce de plantes monocotylédones de la famille des Poaceae, sous-famille des Oryzoideae, originaire d'Asie. 
Ce sont des plantes herbacées vivaces aux rhizomes allongés et au tiges (chaumes) géniculées ascendantes ou décombantes, pouvant atteindre 1,5 à 4 mètres de haut.
Cette espèce, proche parente du riz cultivé (Oryza sativa), a été introduite aux États-Unis où elle est considérée comme une mauvaise herbe envahissante.

## Description
Oryza rufipogon est une  plante herbacée vivace aux rhizomes allongés et spongieux, au tiges (chaumes) géniculées ascendantes ou décombantes, pouvant atteindre 1,5 à 4 mètres de haut.
Les feuilles présentent une gaine lisse, glabre, avec des oreillettes, une ligule membraneuse de 12 à 17 mm de long, un limbe de 20 à 40 cm de long sur 5 à 10 mm de large, à surface scabre.
L'inflorescence est une panicule ouverte, de 10 à 20 cm de long.
Les épillets fertiles, de 8 à 9 mm de long, oblongs et comprimés latéralement, se composent de deux fleurons stériles inférieurs et d'un fleuron fertile. Les glumes sont absentes ou très réduites. A maturité, ces épillets se détachent et tombent en entier sans se désarticuler.
Les fleurons fertiles comportent une lemme scarieuse de 7 mm de long, aristée, avec une arête à l'apex de 60 à 70 mm de long, une paléole de 7 mm de long mutique ou aristée, avec une arête de 0 à 6 mm de long, 2 lodicules, 6 anthères de 5 mm de long et deux stigmates.
Le fruit est un caryopse au péricarpe adhérent.

## Distribution
L'aire de répartition d'Oryza rufipogon comprend la plupart des régions tropicales et subtropicales. l'espèce est présente notamment en Asie (Afghanistan, Bangladesh, Birmanie, Cambodge, Chine, Corée, Inde, Indonésie, Iran, Irak, Laos, Malaisie, Népal , Pakistan, Philippines, Sri Lanka, Thaïlande, Viêt Nam), en Afrique (Égypte, Sénégal, Swaziland, Tanzanie), en Amérique du Nord (États-Unis), en Amérique centrale, en Amérique du Sud (Brésil, Colombie, Équateur, Guyana, Pérou, Venezuela), en Océanie et Australasie (Australie, Papouasie-Nouvelle-Guinée).

## Taxinomie
Oryza rufipogon appartient à un groupe d'espèces appelé « complexe Oriza sativa » qui comprend les deux espèces de riz cultivé : Oryza sativa et Oryza glaberrima (le riz africain), et cinq espèce de riz sauvages : Oryza rufipogon, Oryza longistaminata, Oryza barthii, Oryza glumaepatula et Oryza meridionalis. Parmi ces taxons, Oryza rufipogon est le seul à pouvoir produire des hybrides F1 fertiles avec Oriza sativa, et de ce fait on considère que ces deux taxons appartiennent à la même espèce biologique. Oryza rufipogon est considéré comme l'ancêtre d'Oryza sativa . 

### Synonymes
Selon Catalogue of Life (21 avril 2017) :
- Oryza aquatica Roshev.,
- Oryza cubensis Ekman ex K.Gotoh & Okura, nom. nud.
- Oryza fatua J.Koenig ex Trin., nom. nud.
- Oryza fatua var. longe-aristata Ridl.,
- Oryza glumipatula Steud.
- Oryza jeyporensis Govindasw. & K.H.Krishnam.,
- Oryza meridionalis N.Q.Ng
- Oryza nivara S.D.Sharma & Shastry
- Oryza paraguayensis Franch., pro syn.
- Oryza perennis var. glumipatula (Steud.) C.Chev.
- Oryza perennis var. paragayensis A.Chev.
- Oryza sativa var. abuensis Watt
- Oryza sativa var. bengalensis Watt
- Oryza sativa var. coarctata Watt
- Oryza sativa subsp. fatua (Prain) De Wet
- Oryza sativa var. fatua Prain, nom. nud.
- Oryza sativa var. paraguayensis Franch., nom. illeg.
- Oryza sativa var. paraguayensis Körn.
- Oryza sativa var. paraguayensis Parodi, nom. illeg.
- Oryza sativa subsp. rufipogon (Griff.) De Wet
- Oryza sativa var. rufipogon (Griff.) Watt
- Oryza sativa var. sundensis Körn.